# 단층애

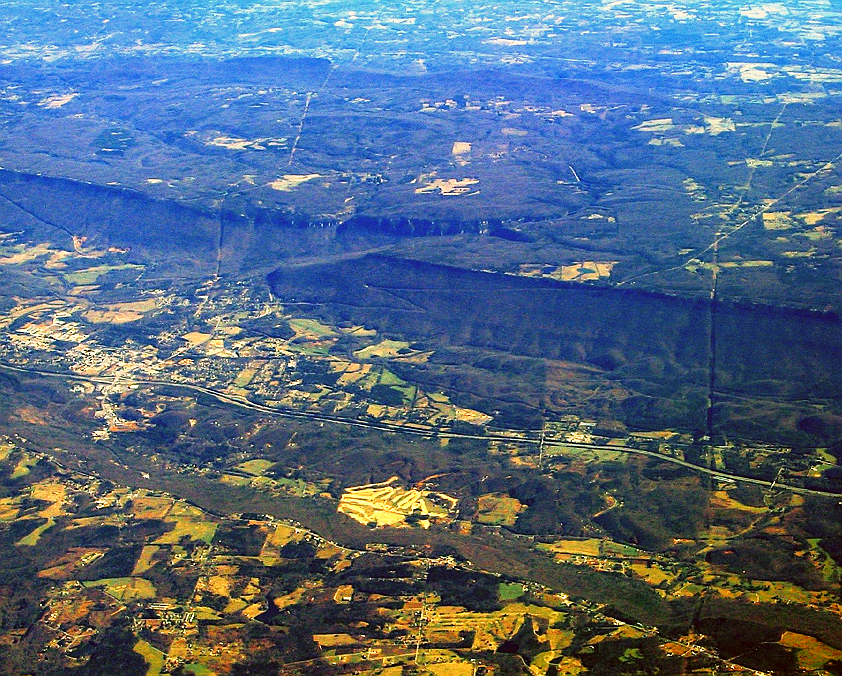
케스타의 단층애 모습. 미국 테네시주 컴벌랜드고원에 있다.

단층애(斷層崖)는 대체적으로 연속된 절벽이나 가파른 경사지로서, 주로 한 방향을 향하고 침식이나 단층에 의해서 생긴다. 단층애는 단층의 한 면이 다른 면에 대해 수직으로 이동한 지표면의 작은 경사이다. 단층을 따라 이동하여 지표면이 변위에 기인하는 단층의 지형적 표현이다. 이것들은 오래된 비활성 지질학적 단층을 따라 차별적인 움직임과 그 후속에 따라 생기는 침식 또는 근래의 활성 단층에서의 움직임에 의해 나타난다.